# Gotthold (Vorname)
Gotthold ist ein männlicher Vorname.

## Namensträger
- Gotthold Anders (1857–1936), deutscher liberaler Politiker (NLP, DVP)
- Gotthold Donndorf (1887–1968), deutscher evangelischer Pfarrer. Vorsteher des Rauhen Hauses in Hamburg
- Gotthold Eisenstein (1823–1852), deutscher Mathematiker (Zahlentheorie)
- Gotthold Gloger (1924–2001), deutscher Schriftsteller, Drehbuchautor und Maler
- Gotthold Gundermann (1856–1921), deutscher Klassischer Philologe
- Gotthold Hasenhüttl (* 1933), österreichischer, in Deutschland lebender Kirchenkritiker
- Gotthold Kimmerle (1868–1932), deutscher Organist, Chorleiter und Komponist
- Gotthold Klee (1850–1916), deutscher Literaturhistoriker
- Gotthold Kreyenberg (1837–1898), deutscher Pädagoge und Schulleiter
- Gotthold Krippendorf (1886–1914), deutscher Maler, Holzschneider und Zeichner
- Gotthold Ephraim Lessing (1729–1781), deutscher Dichter der Aufklärung
- Gotthold Ephraim Lessing (Dirigent) (1903–1975), deutscher Dirigent und Hochschullehrer
- Gotthold Müller (General) (1795–1882), dänischer Generalmajor
- Gotthold Müller (Verleger) (1904–1993), deutscher Verleger
- Gotthold Pannwitz (1861–1926), deutscher Mediziner
- Gotthold Rhode (1916–1990), deutscher Historiker
- Gotthold Sabel (1852–1909), deutscher Pädagoge, Kirchenrat und Heraldiker
- Gotthold Schwarz (* 1952), deutscher Sänger (Bassbariton) und Dirigent
- Gotthold Schlusser (1865–1940), evangelischer Pfarrer, Heimatforscher und Schriftsteller
- Gotthold Stäudlin (1758–1796), deutscher Dichter der schwäbischen Vorklassik, Publizist und Kanzleiadvokat
- Gotthold Stettner (1871–1946), deutscher Oberlehrer und Geologe
- Gotthold Weil (1882–1960), deutsch-israelischer Orientalist und Bibliothekar

Zwischenname
- Heinrich Gotthold Arnold (1785–1854), deutscher Zeichner, Maler und Grafiker
- Christian Gotthold Engelmann (Apotheker, 1787) (1787–1847), deutscher Apotheker und Chemiefabrikant
- Christian Gotthold Engelmann (Apotheker, 1819) (1819–1884), deutscher Apotheker und Chemiefabrikant
- Christian Gotthold Eschenbach (1753–1831), deutscher Mediziner, Chemiker und Hochschullehrer
- Samuel Gotthold Lange (1711–1781), deutscher Pfarrer und Pietist, Dichter und Übersetzer
- Karl Gotthold Lenz (1763–1809), deutscher Altphilologe, Publizist und Lehrer
- Heinrich Gotthold Münchmeyer (1836–1892), deutscher Verleger und Kolportagebuchhändler
- Christian Gotthold Neudecker (1807–1866), deutscher Kirchenhistoriker, Privatgelehrter und Pädagoge
- Friedrich Gotthold Schöne (1806–1857), deutscher Gymnasiallehrer und Altphilologe
- Ernst Gotthold Struve (Mediziner, 1679) (1679–1759), deutscher Mediziner
- Ernst Gotthold Struve (Mediziner, 1714) (1714–1743), deutscher Mediziner